# Макбрајд (Мичиген)
Макбрајд (енгл. McBride) град је у америчкој савезној држави Мичиген.

## Демографија
По попису из 2010. године број становника је 205, што је 27 (-11,6%) становника мање него 2000. године.
| Група             | 2000.       | 2010.       |
| Белци             | 229 (98,7%) | 199 (97,1%) |
| Афроамериканци    | 0 (0,0%)    | 0 (0,0%)    |
| Азијати           | 0 (0,0%)    | 1 (0,5%)    |
| Хиспаноамериканци | 0 (0,0%)    | 2 (1,0%)    |
| Укупно            | 232         | 205         |